# Vrapcsiste
Vrapcsiste (macedónul: Врапчиште) az azonos nevű község székhelye Észak-Macedóniában.

## Népesség
Vrapcsistének 2002-ben 4 874 lakosa volt, melybnek 59%-a török, 36%-a albán, 4%-a macedón.
Vrapcsiste községnek 2002-ben 25 399 lakosa volt, melyből 21 101 albán (83,1%), 3 134 török (12,3%), 1 041 macedón (4,1%), 123 egyéb.

## A községhez tartozó települések
- Vrapcsiste
- Vranovci (Vrapcsiste),
- Galate (Vrapcsiste),
- Gradec (Vrapcsiste),
- Gorjane (Vrapcsiste),
- Dobri Dol (Vrapcsiste),
- Gyurgyeviste,
- Zubovce (Vrapcsiste),
- Kaliste (Vrapcsiste),
- Lomnica (Vrapcsiste),
- Negotino (Vrapcsiste),
- Novo Szelo (Vrapcsiste),
- Pozsaranye (Vrapcsiste),
- Szenokosz (Vrapcsiste),
- Toplica (Vrapcsiste).